# Professor's Cube

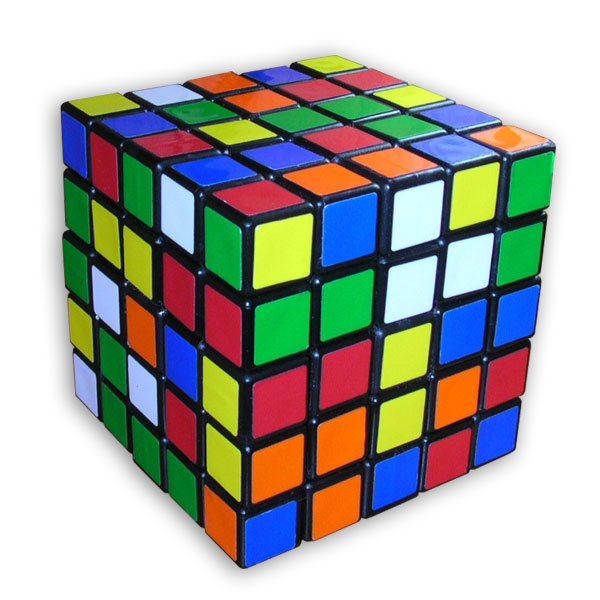
De Professor's Cube in ongeordende toestand

De Professor's Cube is een variant op Rubiks kubus, met afmetingen van 5 bij 5 bij 5 "blokjes" in plaats van 3 bij 3 bij 3. De kubus heeft 150 gekleurde vlakjes. Er zijn in totaal  282 870 942 277 741 856 536 180 333 107 150 328 293 127 731 985 672 134 721 536 000 000 000 000 000 (meer dan 282 duodeciljoen) verschillende posities mogelijk.
De 5×5×5 gedraagt zich als een 3×3×3 – de origine puzzel – wanneer uitsluitend over de vlakken gedraaid wordt die het dichtst langs het centrum van de kubus liggen. Zodra de 3×3×3 in het midden van de 5×5×5 opgelost is, is het mogelijk om met uitsluitend draaien over vlakken die het verst van het centrum af liggen ook deze op te lossen. Door opnieuw de 3×3×3-oplossing toe te passen is de 5×5×5 op te lossen. Op soortgelijke wijze is in te zien dat alle hogere kubussen systematisch zijn op te lossen.
Het wereldrecord voor het oplossen van een Professors's Cube is 33,02 seconde en staat op naam van Max Park uit de Verenigde Staten.

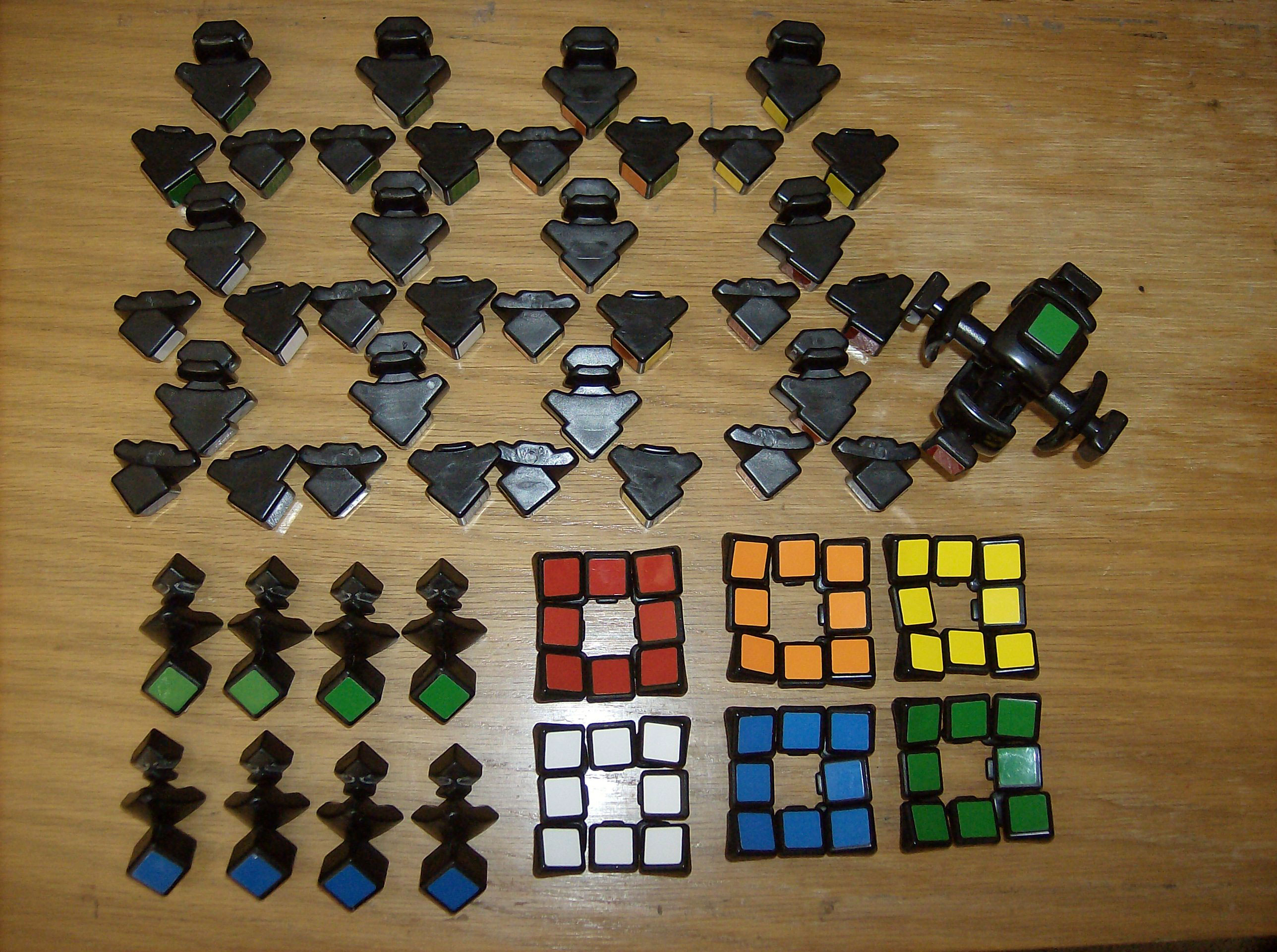
Alle onderdelen van een Professor's Cube